# Sint-Catharina en Luciakerk
De Sint-Catharina en Luciakerk ofwel Rectoraatskerk van de H.Catherina en Lucia is een kerkgebouw in Lemiers in de Nederlands Zuid-Limburgse gemeente Vaals. Ze is gesitueerd aan de Provinciale weg 278 van Maastricht naar Vaals.
Het gebouw is een rijksmonument en gewijd aan Sint-Catharina en Sint-Lucia.

## Geschiedenis
De kern van Lemiers ligt oorspronkelijk rond de Sint-Catharinakapel. Na de aanleg van de weg van Maastricht naar Vaals (nu de N278) verschoof de kern van het dorp in westelijke richting.
Het gebouw is in 1895-1896 opgetrokken in neoromaanse stijl naar het ontwerp van de Roermondse architect Jan Jorna.

## Opbouw
De kerk is een kruiskerk met een driebeukig basilicaal schip, dwarspand en koor. Aan de westzijde bevinden zich de tweelingtorens in het dubbeltorenfront met ieder een achtkantige spits tussen vier topgevels. Het schip heeft vier traveeën, waarbij de torens zich in de westelijke travee bevinden. Het koor heeft één travee en een lagere vijfzijdige koorsluiting.

## Galerij

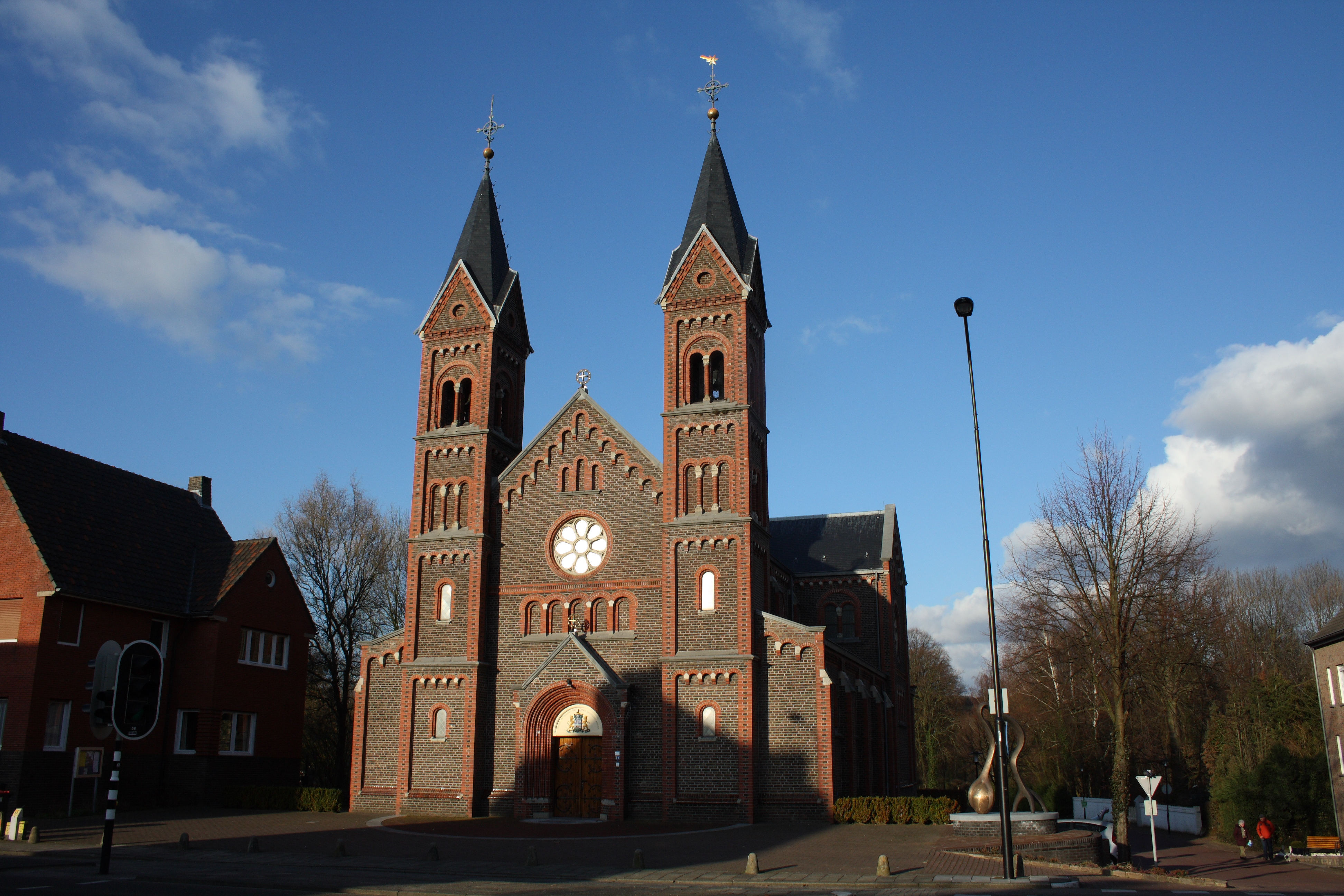